# 상긴

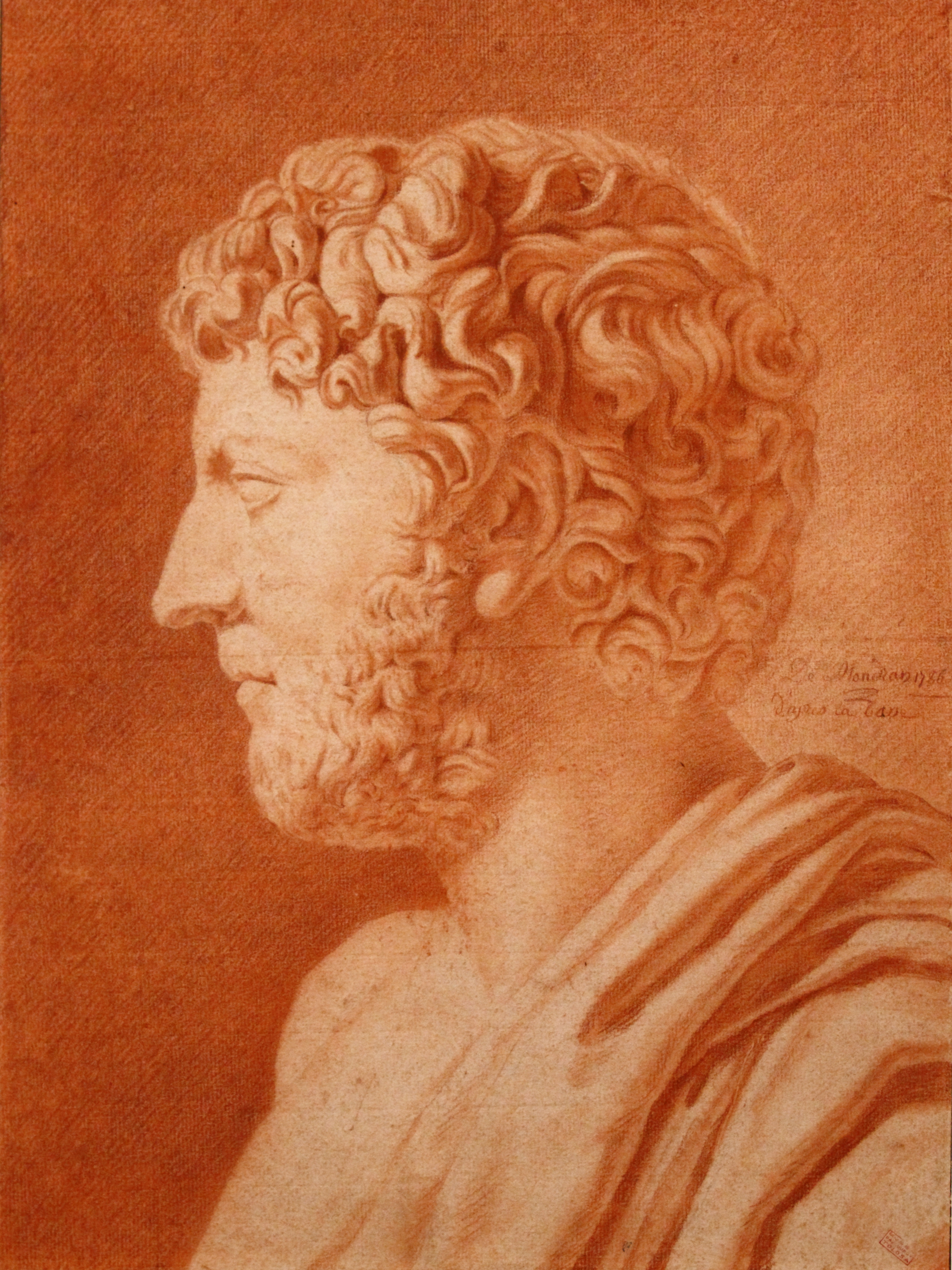
프랑스에서 제작된 상긴 드로잉 (18세기 말). 이렇게 배경 전체를 깔아놓은 경우는 비교적 드문 편이다.

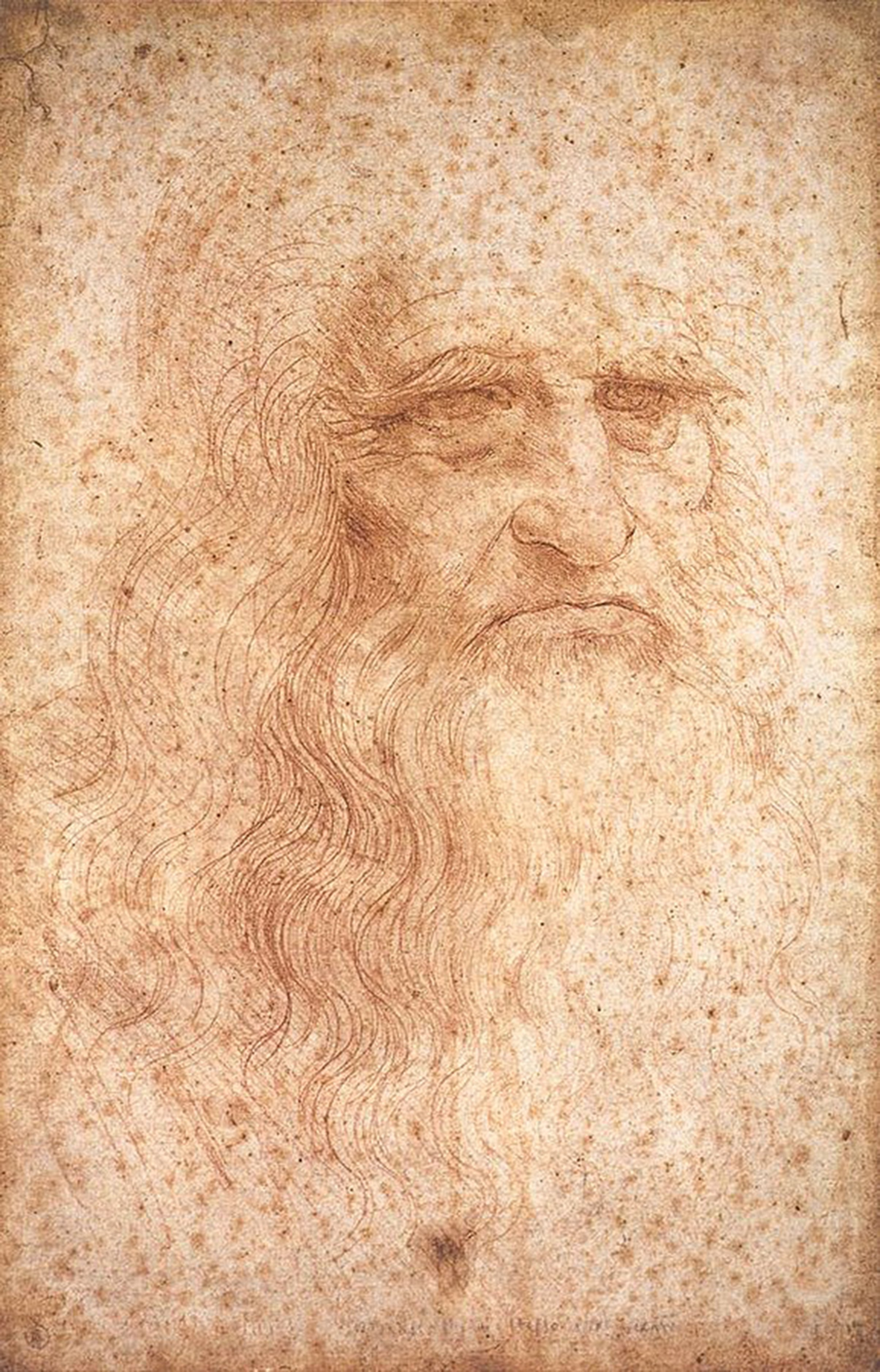
상긴으로 그린 레오나르도 다 빈치의 자화상

상긴(프랑스어: Sanguine)은 붉은 계열 브라운색 분필을 가리키는 말로, 재료의 특성상 마른 피의 색깔을 띈다. 상긴은 수 세기에 걸쳐 드로잉 재료로 사용되어 왔는데 (흰색 분필은 색지에만 사용함), 이 때문에 상긴으로 그린 드로잉도 상긴이라고 부른다. 라틴어의 'sanguis'에서 기원해, 이탈리아어인 'sanguigna (상귀냐)'를 거쳐 프랑스어인 'sanguine'이 되면서 지금의 이름이 되었다.

## 역사
르네상스 시대에는 상긴을 염색이나 드로잉을 할 때 사용했던 흔적이 남아있다. 상긴의 인기는 18세기 들어서 절정에 달했다가, 그 이후로는 상긴을 그림 기법으로 사용하는 일이 줄어들게 되었다.
상긴을 사용했던 화가로는 니콜라 푸생, 앙투안 와토, 장오노레 프라고나르, 자크루이 다비드, 도미니크 앵그르, 레오나르도 다 빈치 (자화상이나 스케치를 그릴 때 사용) 등이 있다.

## 쓰임새
상긴은 스케치나 생동감 있는 드로잉, 그리고 거친 풍경에 알맞다. 양감과 두께, 사람의 살을 표현할 때 쓰면 가장 적합하다. 상긴을 나무 케이스로 된 연필이나 스틱 형태로 만들어서 목탄이나 파스텔처럼 사용할 수도 있다. 파스텔과 함께 사용한다면 중간톤의 종이가 유용하다. 이렇게 그려진 드로잉은 최종 단계에 이르러 픽서티브를 뿌리는 경우도 있다.
상긴 스틱의 색소는 레드오크 같은 적색토에서 뽑아낸 것이지만, 상긴 하나만으로도 오렌지, 황갈, 브라운, 베이지 등 여러 색깔의 톤을 낼 수가 있다.

## 같이 보기
- 콩테
- 트루아크레용